# Liste d'élections en 1827
Chronologie des élections
- 1823
- 1824
- 1825
- 1826
- 1827
- 1828
- 1829
- 1830
- 1831

Cet article recense les élections organisées durant l'année 1827.

Au milieu des années 1820, seuls le Royaume-Uni, les États-Unis, la France, la Norvège et le Portugal procèdent à des élections nationales régulières, toutes au suffrage censitaire masculin.  

## Élections nationales en 1827
| Date                          | État       | Élection ou référendum                    | Contexte | Résultat |
| ----------------------------- | ---------- | ----------------------------------------- | --- | --- |
| 3 juillet 1826 - 30 août 1827 | États-Unis | Législatives (chambre (en) et sénat (en)) | | Alternance. Les partisans d'Andrew Jackson, s'opposant au président John Quincy Adams, remportent une courte majorité absolue des sièges à la Chambre des représentants, et conservent leur courte majorité au Sénat. |
| 1827                          | Pérou      | Présidentielle (es)                       | | Cette section est vide, insuffisamment détaillée ou incomplète. Votre aide est la bienvenue ! Comment faire ? |
| 13 février                    | Chili      | Présidentielle (en)                       | | Cette section est vide, insuffisamment détaillée ou incomplète. Votre aide est la bienvenue ! Comment faire ? |
| 17 novembre - 24 novembre     | France     | Législatives                              | Les 3/5 des députés sont élus le 17 novembre, les 2/5 restants étant élus le 24 par la minorité d'électeurs les plus riches, qui votent donc deux fois. Le gouvernement ultraroyaliste de Joseph de Villèle est impopulaire, et une partie de ses députés s'est rangée à l'opposition. | Alternance. Chambre sans majorité. Les candidats du gouvernement obtiennent quelque 42 % des sièges, le même nombre que les Doctrinaires, royalistes modérés et libéraux. Les sièges restants reviennent à des dissidents issus de la majorité sortante. Le roi Charles X accepte la démission de Joseph de Villèle en janvier 1828. Le vicomte de Martignac, royaliste modéré, prend la direction du gouvernement. N'ayant pas le soutien d'une majorité à la Chambre, il est limogé par le roi en août 1829, et remplacé par le prince de Polignac (ultraroyaliste). |

## Élections en subdivisions nationales en 1827
Cette section concerne les élections législatives dans un État fédéré, une subdivision territoriale ou une colonie d'un État souverain, ainsi que leurs principaux référendums.
| Date            | Subdivision             | État                     | Élection ou référendum | Contexte | Résultat |
| --------------- | ----------------------- | ------------------------ | ---------------------- | -------- | --- |
| janvier - avril | Schwarzbourg-Rudolstadt | Confédération germanique | Législatives (de)      |          | Cette section est vide, insuffisamment détaillée ou incomplète. Votre aide est la bienvenue ! Comment faire ? |